# Go-Hanazono

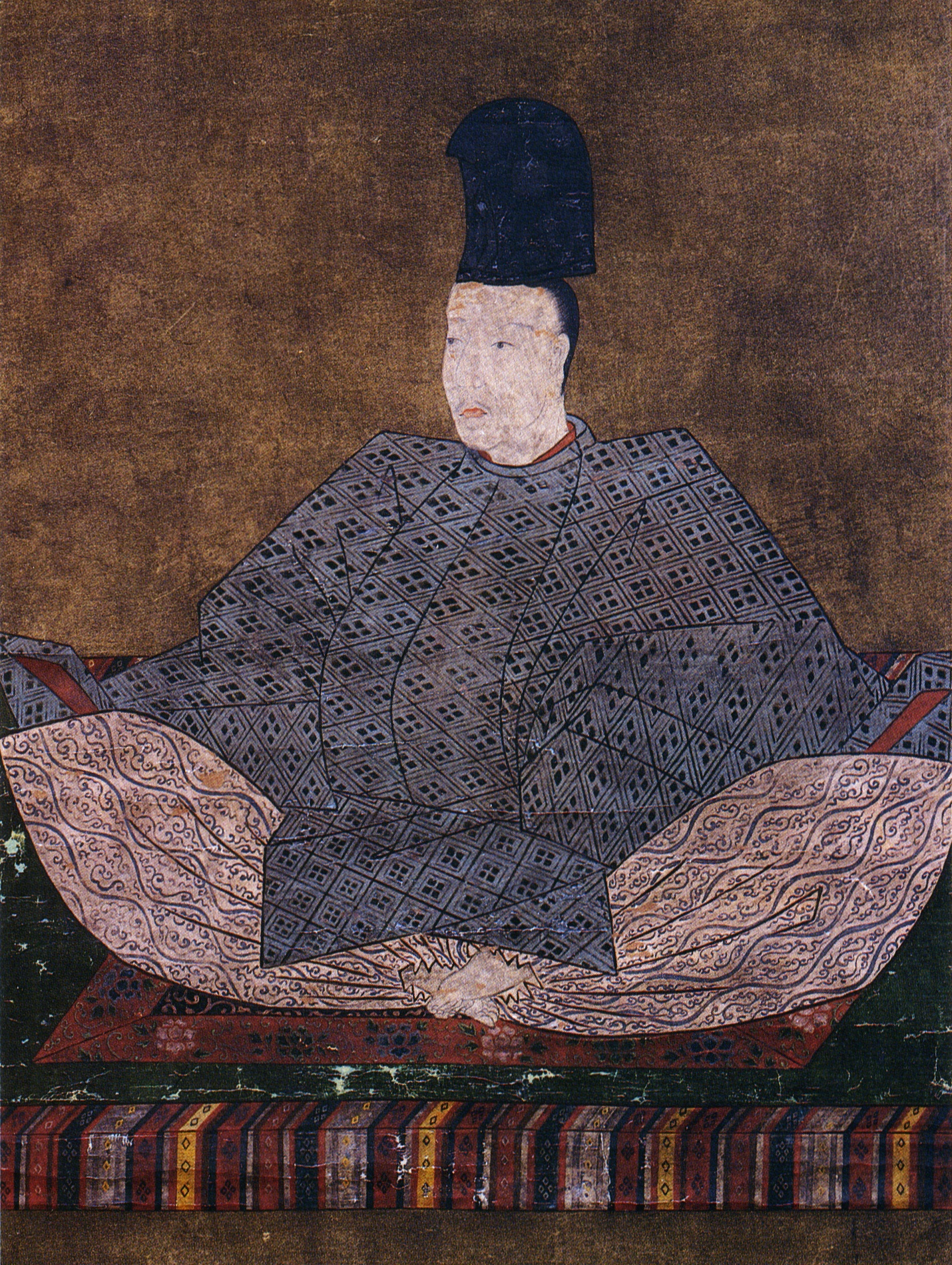
Go-Hanazono

Kaiser Go-Hanazono (jap. 後花園天皇, Go-Hanazono-tennō; * 10. Juli 1419; † 18. Januar 1470) war der 102. Tennō von Japan (7. September 1428–21. August 1464). Sein Eigenname war Hikohito (彦仁). Er war ein Großenkel des Gegenkaisers Sukō.
Wegen finanzieller Probleme des Hofes konnte er an der offiziellen Krönungszeremonie nicht teilnehmen. Go-Hanazono regierte vom 7. September 1438 bis 21. August 1464. Die eigentliche Macht lag aber bei den Shōgunen des Ashikaga-Shōgunats. Sein Nachfolger wurde 1464 sein erster Sohn Go-Tsuchimikado.
Er hatte zwei Söhne, und eine Tochter.